# Koincidenca Lincoln-Kennedy
Koincidenca Lincoln-Kennedy je popularen mit (urbana legenda), ki kroži po spletu in povezuje podobnosti življenj dveh ameriških predsednikov Abrahama Lincolna ter Johna Kennedyja. Nekatere so resnične, druge izmišljene, nekatere pa napačne. Iskanje podobnosti med znanimi osebnostmi je morda zabavno, vendar ga nekateri jemljejo preveč resno.

## Podobnosti
- Oba sta bila drugorojena otroka.
- Britanski ambasador
  - Lincolnov sin Robert je bil ameriški ambasador v Združenem kraljestvu med letoma 1889 in 1893.
  - Kennedyjev oče Joseph je bil ameriški ambasador v Združenem kraljestvu med letoma 1938 in 1940.
- Oba sta imela štiri otroke.
- Oba je krstil rimskokatoliški duhovnik.
- Oba sta imela sestri, ki sta umrli mladi.
- Oba sta med predsednikovanjem izgubila otroka.
- Le en njunih otrok je doživel 40 let.
- Oba sta študirala pravo.
- Oba sta služila državi v vojni.
- V kongres sta bila izvoljena 100 let narazen (Lincoln 1846, Kennedy 1946)
- Oba predsednika sta nasledila podpredsednika s priimkom Johnson, ki sta bila rojena 100 let narazen.
  - Andrew Johnson, 1808
  - Lyndon B. Johnson, 1908
- Kennedy je imel tajnico Evelyn Lincoln, Lincoln naj bi imel tajnico David Kennedy.
- Oba sta bila severnjaška politika, oba sta umorila južnjaška simpatizerja.
- Oba sta bila ubita s strelom v glavo.
- Ko sta bila ubita, sta bili poleg soprogi.
- John Wilkes Booth, ki je ustrelil Lincolna v gledališču (theatre), je bil kasneje ustreljen v nekem skladišču. Lee Harvey Oswald je ustrelil Kennedyja iz skladišča, kasneje so ga ujeli v kinu Texas Theater, tudi on je bil ustreljen.
- Oba predsednika sta bila ubita v petek.
- Atentatorja sta bila rojena 100 let narazen, Booth, 1839, Oswald, 1939
- Oba atentatorja sta bila ubita predno sta prišla na sodišče.
- Priimka obeh predsednikov imata 7 črk. 
  - Abraham Lincoln
  - John F. Kennedy
- Oba podpredsednika imata ime in priimek dolga po 6 črk.
  - Andrew Johnson
  - Lyndon Johnson
- Oba atentatorja imata 15 črk v imenih.
  - John Wilkes Booth
  - Lee Harvey Oswald

## Skepsa
Nekatere trditve so napačne, nekatere netočne in druge zavajajoče, na primer:
- Ni dokazov, da je imel Lincoln tajnico Kennedy.
- Oswald je bil pred atentatom znan samo kot »Lee Oswald«.
- Booth in Oswald sta dejansko rojena 101 leto narazen.

Izkaže se, da je mogoče za znane osebnosti najti cel kup podobnosti.